# 43500 Chandler
43500 Chandler este o planetă minoră (asteroid) din centura de asteroizi. A fost descoperită pe 1 februarie 2001 la Stația Anderson Mesa de Lowell Observatory Near-Earth-Object Search. 
Obiectul prezintă o orbită caracterizată de o semiaxă mare de 3,0855609816539 UAi, o excentricitate de 0,10384964009098, o înclinație de 2,8946168226134 ° în raport cu ecliptica.